# Robert Misik

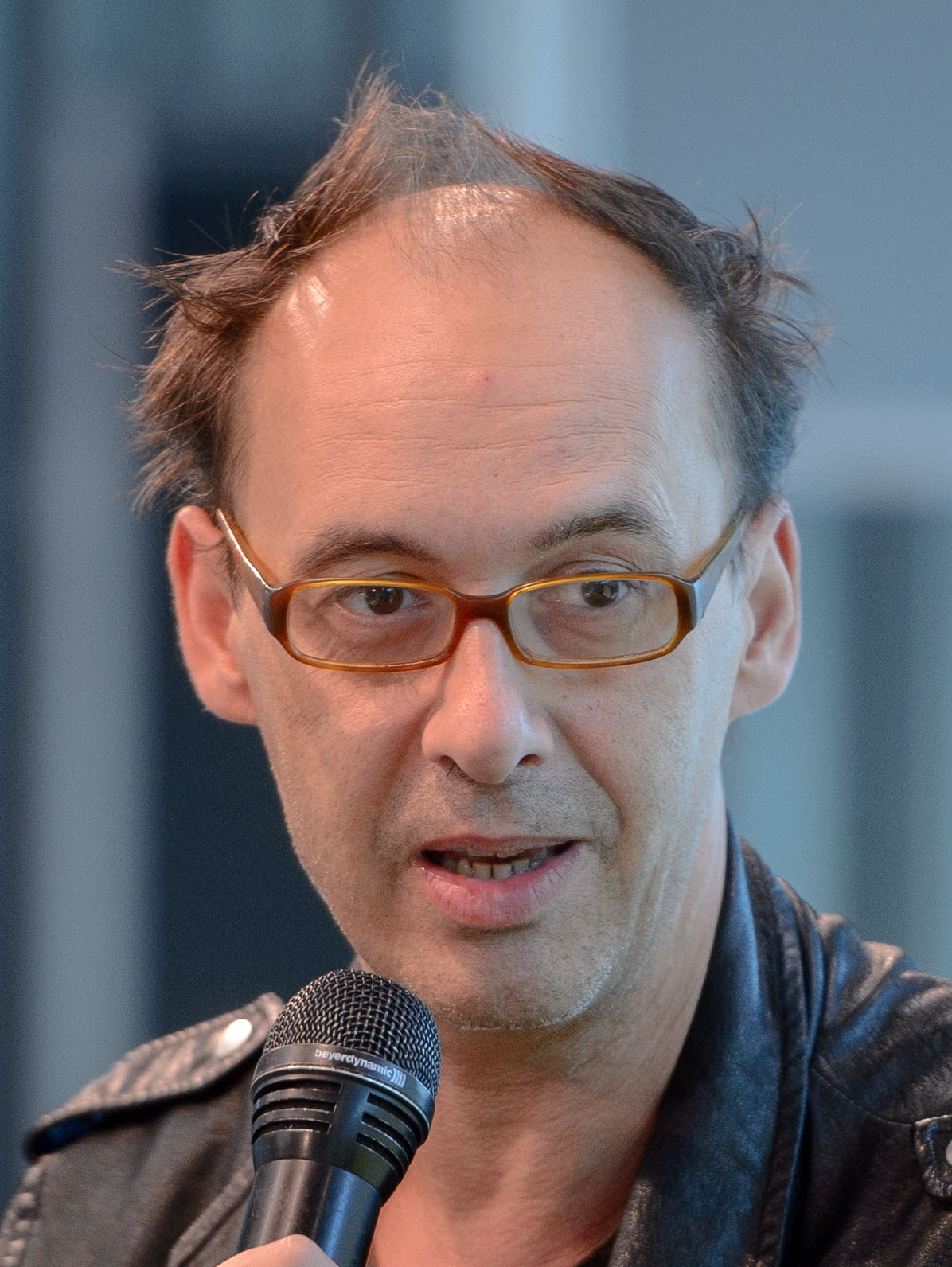
Robert Misik (2015)

Robert Misik (* 3. Jänner 1966 in Wien) ist ein österreichischer Journalist und Autor.

## Leben
Misik trat 1983 mit 17 Jahren der trotzkistischen Gruppe Revolutionäre Marxisten (GRM) bei. Seine journalistische Tätigkeit begann 1989 bei der 1991 eingestellten Arbeiter-Zeitung.
1992 bis 1997 war er Korrespondent des Nachrichtenmagazins profil in Berlin. Seit 2002 arbeitet er als freier Autor. Er schreibt und positioniert sich in journalistischen Beiträgen mit Artikeln, Kolumnen, Gesprächen und Interviews – als Fragesteller und als Antwortender – ständig in der Tageszeitung taz, regelmäßig in den in Österreich erscheinenden Zeitschriften Falter und Format, gelegentlich unter anderem in Zeitungen und Zeitschriften wie der Freitag, junge Welt, Neues Deutschland, Neue Zürcher Zeitung und häufiger in Die Zeit. Aus Anlass der Regierungsbildung der ÖVP mit der FPÖ im Jahr 2000 gründete Misik mit seiner damaligen Lebensgefährtin Isolde Charim und mit Doron Rabinovici die Plattform Demokratische Offensive.
Misik ist Sachbuchautor und betrieb bis Jänner 2019 auf der Website der Tageszeitung Der Standard einen Videoblog mit 582 Folgen. Seit November 2022 wird FS Misik auf Zackzack.at weiter geführt. Zu seinen Themen gehören die Kritik an Kapitalismus und Globalisierung, österreichische und deutsche Tagespolitik, die Geschichte der Sozialdemokratie und das Verhältnis von Konsumkultur zu Warenproduktion. Besonders engagiert sich Misik in theoretischen und politischen Debatten. Am Bruno-Kreisky-Forum für internationalen Dialog leitet er die Veranstaltungsreihe Genial dagegen. Zu den Gästen gehörten Nobelpreisträger Robert Shiller, die damalige Fraktionsvorsitzende der Partei Die Linke im Deutschen Bundestag Sahra Wagenknecht und Griechenlands Ex-Finanzminister Yanis Varoufakis. Misik ist Biograf des ehemaligen österreichischen Bundeskanzlers Christian Kern (der fast auf den Tag genau gleich alt wie er ist) und gilt als dessen Freund.
Er war in seiner Zeit in Berlin in den 1990er Jahren auch mit dem deutschen Drehbuchautor Thomas Strittmatter (1961–1995) befreundet.

## Preise und Auszeichnungen
- 1999 und 2000 jeweils Bruno-Kreisky-Preis für das politische Buch
- 2008: Österreichischer Staatspreis für Kulturpublizistik
- 2010: „Journalist des Jahres“ in der Kategorie Online, eine Auszeichnung der Fachzeitschrift Der Österreichische Journalist
- 2019: Preis für Wirtschaftspublizistik der Keynes-Gesellschaft[9]
- 2019: Bruno-Kreisky-Preis für das politische Buch (Anerkennungspreis) für „Die falschen Freunde der einfachen Leute“[10]

## Bücher
- Mythos Weltmarkt, 1997.
- Die Suche nach dem Blair-Effekt, 1998.
- Republik der Courage. Wider die Verhaiderung, (Gemeinsam herausgegeben mit Doron Rabinovici), 2000
- Marx für Eilige, 2003.
- Genial dagegen, 2005.
- Glanz und Elend der Kommerzkultur, 2007.
- Politik der Paranoia, 2009.
- Anleitung zur Weltverbesserung: Das machen wir doch mit links, 2010.
- Kaputtalismus. Wird der Kapitalismus sterben, und wenn ja, würde uns das glücklich machen? 2016, ISBN 978-3-351-03635-5. Zu diesem Buch eine Rezensionen bei Buch.de (u. a. von Werner Plumpe, FAZ)

alle im Aufbau-Verlag, Berlin.
- Gott behüte! Verlag Carl Ueberreuter, 2008
- Halbe Freiheit. Warum Freiheit und Gleichheit zusammengehören, Suhrkamp Verlag, 2012
- Erklär mir die Finanzkrise! Wie wir da reingerieten, und wie wir da wieder rauskommen, Picus Verlag, 2013
- Ist unsere Politik noch zu retten? Auswege aus der Wutbürger-Sackgasse, Picus Verlag, 2013.
- Supermarkt Europa. Vom Ausverkauf unserer Demokratie, gemeinsam mit Michael Reimon, Czernin, Wien 2014, ISBN 978-3-7076-0520-4.
- Was Linke denken. Ideen von Marx über Gramsci zu Adorno, Habermas, Foucault & Co. Picus Verlag, Wien 2015, ISBN 978-3-7117-2030-6.
- Ein seltsamer Held. Der grandiose, unbekannte Victor Adler. Picus Verlag, Wien 2016, ISBN 978-3-7117-2044-3.
- Christian Kern. Ein Porträt. Residenz Verlag, Salzburg 2017, ISBN 978-3-7017-3411-5.
- Liebe in Zeiten des Kapitalismus: Unsere Gesellschaft in zehn Thesen, Brandstätter Verlag, Wien 2018, ISBN 978-3-7106-0132-3.
- Herrschaft der Niedertracht: Warum wir so nicht regiert werden wollen!, Picus Verlag, Wien 2019, ISBN 978-3-7117-2080-1.
- Die falschen Freunde der einfachen Leute, Suhrkamp Verlag, Berlin 2019, ISBN 978-3-518-12741-4.
- Das große Beginnergefühl. Moderne, Zeitgeist, Revolution, Suhrkamp Verlag, Berlin 2022, ISBN 978-3-518-12788-9.
- Putin. Ein Verhängnis. Wie Wladimir Putin Russland in eine Despotie verwandelte und jetzt Europa bedroht, Picus Verlag, Wien 2022, ISBN 978-3-7117-2131-0.